# Citronella toledoi
Citronella toledoi är en järneksväxtart som beskrevs av Hashimoto. Citronella toledoi ingår i släktet Citronella och familjen Cardiopteridaceae. Inga underarter finns listade i Catalogue of Life.